# Jade Empire
 (mars 2020).
Si vous disposez d'ouvrages ou d'articles de référence ou si vous connaissez des sites web de qualité traitant du thème abordé ici, merci de compléter l'article en donnant les références utiles à sa vérifiabilité et en les liant à la section « Notes et références ».
 (janvier 2025).
La mise en forme du texte ne suit pas les recommandations de Wikipédia : il faut le « wikifier ».
Les points d'amélioration suivants sont les cas les plus fréquents. Le détail des points à revoir est peut-être précisé sur la page de discussion.
- Les titres sont pré-formatés par le logiciel. Ils ne sont ni en capitales, ni en gras.
- Le texte ne doit pas être écrit en capitales (les noms de famille non plus), ni en gras, ni en italique, ni en « petit »…
- Le gras n'est utilisé que pour surligner le titre de l'article dans l'introduction, une seule fois.
- L'italique est rarement utilisé : mots en langue étrangère, titres d'œuvres, noms de bateaux, etc.
- Les citations ne sont pas en italique mais en corps de texte normal. Elles sont entourées par des guillemets français : « et ».
- Les listes à puces sont à éviter, des paragraphes rédigés étant largement préférés. Les tableaux sont à réserver à la présentation de données structurées (résultats, etc.).
- Les appels de note de bas de page (petits chiffres en exposant, introduits par l'outil «  Source ») sont à placer entre la fin de phrase et le point final[comme ça].
- Les liens internes (vers d'autres articles de Wikipédia) sont à choisir avec parcimonie. Créez des liens vers des articles approfondissant le sujet. Les termes génériques sans rapport avec le sujet sont à éviter, ainsi que les répétitions de liens vers un même terme.
- Les liens externes sont à placer uniquement dans une section « Liens externes », à la fin de l'article. Ces liens sont à choisir avec parcimonie suivant les règles définies. Si un lien sert de source à l'article, son insertion dans le texte est à faire par les notes de bas de page.
- La présentation des références doit suivre les conventions bibliographiques. Il est recommandé d'utiliser les modèles {{Ouvrage}}, {{Chapitre}}, {{Article}}, {{Lien web}} et/ou {{Bibliographie}}. Le mode d'édition visuel peut mettre en forme automatiquement les références.
- Insérer une infobox (cadre d'informations à droite) n'est pas obligatoire pour parachever la mise en page.

Pour une aide détaillée, merci de consulter Aide:Wikification.
Si vous pensez que ces points ont été résolus, vous pouvez retirer ce bandeau et améliorer la mise en forme d'un autre article.
Jade Empire est un jeu vidéo de type action-RPG développé par la compagnie canadienne BioWare.
Ce jeu a été publié par Microsoft pour la console Xbox en avril 2005. Une version pour Windows est éditée par 2K Games en février-mars 2007.

## Scénario
Le jeu se déroule en Chine médiévale. En tant que dernier "moine de l'esprit", ce sera à vous de rétablir l'équilibre naturel des choses fragilisé par la cupidité de l'empereur de l'empire de Jade. En partant à la recherche de votre maitre disparu, vous découvrirez l'importance de votre destin.

## Système de jeu
Le joueur peut interpréter au choix l'un des sept personnages proposés. Il devra progresser dans le jeu pour développer certaines capacités. Celles-ci consistent en la maîtrise de nouvelles techniques d'arts martiaux, à main nue ou la maîtrise d'une arme, ou de magie.
Vous pourrez au choix suivre la voie de la paume ouverte, ou du poing fermé. Ce qui correspond au "côté clair" et "côté obscur". Cet alignement vous permet d'accomplir des quêtes de façons différentes, et d'accéder à plusieurs fins du jeu possibles.
Vous êtes accompagnés par un groupe d'alliés, que vous rencontrerez au fil du jeu. Ceux-ci peuvent soit se battre avec vous, soit vous appuyer à l'aide de sorts de soutien, ou alors être d'une utilité plus "passive" (notamment un qui sert de commerçant uniquement).
À noter que ce jeu offre quelques phases de shoot'em up qui ne sont pas sans rappeler des jeux mythiques comme Overkill ou Major Stryker.

## Personnages
Personnages de l'équipe
- Étoile de l'aube: Une jeune femme calme et sage, qui côtoie le héros depuis son enfance. Elle peut voir et entendre les esprits des morts, ce qui lui permet d'avoir une vision différente des choses, mais ce don lui a aussi valu d'être rejetée par beaucoup de gens. Selon l'attitude du joueur, il est possible de développer une relation de forte amitié, puis une romance. Elle est la fille perdue de Maître Li élevée par ce dernier sans même qu'il ne sache qu'elle était son enfant. Étoile de l'aube manie un sabre, et en style de soutien elle permet au joueur de regagner du Chi
- Zu l'Avisé: Homme mystérieux et réservé. Il était autrefois un assassin efficace, mais de mystérieux événements l'ont poussé à fuir et il reste toujours très vague sur son passé (C'est lui qui sauva Etoile de l'Aube). Il a une attitude très pragmatique, mais dans son discours on sent néanmoins une grande sagesse. Zu l'ermite se bat avec un bâton et augmente les dégâts des attaques du héros lorsqu'il est en soutien.
- Renard de soie: C'est en fait la fille de l'empereur, donc la princesse. Elle se déguise et se masque pour pouvoir se promener parmi les gens et glaner des informations sur beaucoup de choses. Cette double vie reflète aussi sa personnalité: elle a souvent tendance à être condescendante avec les autres, mais parfois elle laisse apparaitre une grande sensibilité. Il est d'ailleurs possible de développer une romance avec elle. Elle se bat au sabre, et en style de soutien elle augmente les dégâts causés par le joueur s'il utilise un style martial.
- Tornade noire: Son vrai nom est inconnu. Physiquement il est à mi-chemin entre le géant et l'homme, du fait de sa carrure impressionnante. Il ne jure que par deux choses: ses haches, et le vin. Les discussions avec lui sont intéressantes car il a toujours des anecdotes complètement ridicules à raconter. A un moment, le joueur peut le contrôler directement. Ce passage est assez amusant car les ennemis tombent rapidement sous ses haches, et pour regagner des points de vie il doit attraper des bouteilles de vin. Tornade noire peut se battre aux côtés du joueur, mais n'a aucun style de soutien.
- Hou le soumis: Petit personnage maigrichon, terrorisé par sa femme qui a d'ailleurs brisé sa vie. Dans le passé il était un maitre de la « boxe ivre », mais à la suite d'une affaire louche il fut contraint de se marier avec une femme tyrannique qui se jura de remettre de l'ordre dans sa vie. Hou ne peut pas se battre, par contre son style de soutien est assez particulier. En effet, il lache des bouteilles de vin que le joueur peut attraper. Il devient alors ivre, et porte des coups particulièrement grossiers mais efficaces (boxe ivre).
- Ciel étoilé: Justicier solitaire ayant perdu sa fille lors d'un raid d'esclavagistes il y a trois ans. Plutôt de nature roublarde, il manie cependant très bien le double-sabre. Au cours du jeu, il montrera souvent son grand cœur et sa loyauté au joueur. Si le joueur est une femme, une romance avec lui est possible. En style d'attaque, il combat avec ses deux sabres. En soutien, il régénère la concentration du joueur.
- Zin Bu : l'Abaque magique. Cet allié sert uniquement de commerçant. Au début du jeu, il propose quelques cristaux sans intérêt, mais à la fin il aura des livres intéressants en stock. Chaque livre coûte 50 000 PA mais donne +50 pour une caractéristique. On sait très peu de choses sur lui, étant donné qu'on ne le croise qu'une fois. Il appartient au panthéon céleste et était à l'origine chargé de suivre et d'archiver toutes les actions du joueur. Tâche très difficile qui le dépassa rapidement, et à cause de cela il fut rétrogradé aux affaires commerciales.
- Kang le fou: Un inventeur très doué, spécialisé dans deux domaines: construire des choses, et en détruire d'autres. Concrètement il est à l'origine des machines volantes que l'on utilise et croise dans le jeu. Il sert uniquement de pilote pour le joueur, et propose une quête secondaire intéressante.
- Fleur Sauvage/Chai Ka: Cette petite fille est morte depuis plusieurs années lorsque la fermeture d'un barrage fluvial a provoqué l'inondation de son village. Cependant le panthéon céleste décida d'envoyer sur terre un gardien pour aider le joueur. Le gardien, pour se matérialiser, avait besoin d'un hôte. Il ressuscita Fleur Sauvage et cohabite désormais dans son corps. L'inconvénient, c'est que ce gardien est un être de bien. Pour maintenir l'équilibre, un être du mal a dû être envoyé lui aussi. Fleur Sauvage abrite donc un démon et un gardien dans son corps, qui se disputent en permanence. Fleur sauvage est une petite fille, mais lors des combats elle se transforme en créature beaucoup plus imposante. Soit en gardien, soit en démon, selon les agissements du joueur. En style d'attaque, les deux frappent au corps à corps. En soutien, Chai Ka régénère la santé du joueur.
- Abbé Song: Moine de la forteresse du seuil tué il y a 20 ans. Le joueur aura l'occasion de faire équipe avec son fantôme. En style d'attaque, il utilise un bâton. En style de soutien, il régénère en permanence toutes les caractéristiques du joueur.

Autres personnages
- Maitre Li: Ce vieil homme dirige une école d'arts martiaux dans un petit village isolé et paisible. C'est là que débute le joueur ainsi qu'étoile de l'aube. Vous devrez partir à sa recherche lorsque le village sera détruit et qu'il se fera enlever. Il est le frère cadet de l'empereur.
- Le petit Gao: Jeune homme impatient et fourbe, se considérant au-dessus des autres en raison de la richesse et de la réputation de sa famille. Il est très doué au combat mais est en permanence jaloux du joueur en raison de l'attention que lui accorde Maitre Li. Il est aussi attiré par étoile de l'aube et lui propose de l'argent pour l'épouser, ce qu'elle refuse.
- Le grand Gao: Père du petit Gao, et homme d'affaires très influent. Il est à la tête de bandits et d'esclavagistes, qu'il a réussi à réunir pour les rendre plus forts.
- Main noire: Homme mystérieux toujours vêtu d'une armure intégrale, représentant la volonté de l'empereur. Il est à la tête des armées et de l'organisation des assassins. À la fin du jeu il est possible de l'avoir comme allié. Il est en réalité le dernier des frères de l'Empereur.
- Inquisitrice Jia: Elle est à la tête des assassins du lotus avec la Main Noire, et reçoit ses ordres directement de main noire. Femme froide que la haine a physiquement défiguré. Elle faisait partie de l'attaque sur le village du héros en début de jeu.

## Doublage français
Les personnages en gras désignent les personnages principaux. 
- Benoît Allemane : Ya Zhen dit « L’Autre »
- Laura Blanc :  Renard de Soie alias la Princesse Sun Lian la Fleur Céleste
- Marc Bretonnière : Dutong l’Imbibé // La statue sentinelle // Hou le Soumis // Défense Scintillante // le recruteur de bourreaux // le juge Fang // Ji Xin // disciple Jin Tao // Kai Feng l’assistant // Zogu le bourreau // le serviteur de la Souffrance // voix complémentaires
- Guy Chapellier : Le Ministre de la culture
- Pascale Chemin :  Ai Ling // Miao // Fleur Sauvage // Caresse Exquise la courtisane // Jinlin
- Emmanuel Curtil : Ciel Étoilé
- Sébastien Desjours : Ni Joh // le Ministre Sheng // le démon rat
- Laurence Dourlens : Étoile de l’Aube // Madame Jong // la messagère de la Princesse Lian
- Yumi Fujimori : Cai l’Érudite // le docteur An // Aishi Triste-Lame
- Daniel Gall : Le Seigneur Yun // le Soldat de Fer
- Emmanuel Garijo : Jing Woo // l’élève Wen // Shipeng // le Capitaine Sen // Hin Goo // Shen le fossoyeur
- Edgar Givry : L’Empereur Sun Hai
- Pierre Hatet : Kang le Fou alias Lao Kang
- David Kruger : Hing le marchand // Chen Yi // Zhong // le Grand Tian // Jizu l’Étrangleur // Shiji le geôlier // Percival // Esprit Mordant // Ho Chong // L’Observateur // Disciple Shi // voix complémentaires
- Guillaume Lebon : Zu l’Avisé // l’élève Si Feng // Maître Faucon Souriant // Songtao l’érudit // Cohong l’assistant // voix complémentaires
- Mark Lesser : Yun le garde // le lieutenant de Gao // Lishun le Bavard // le novice Han Tao // le novice Feng // Cinquième Frère Shangjin // Quatrième Frère Yu // Serviteur Ji // Zenyu l’érudit // Zou l’érudit // Sung Sui // le ministre rouge
- Patrick Mancini : Ru
- Thierry Mercier : Capitaine Ing // Main Noire
- Laurent Morteau : Fen Do // Dong Ping // Yaoru // le messager // Premier Frère Kai // Dongow l’érudit // Lao l’Obsédé // Zi Bao // Daoshen le joueur // le fantôme de Bai le marchand // l’esclave Han Ro // voix complémentaires
- Gilles Morvan : Le Grand Gao // Bonne Fortune
- Déborah Perret : Le Dragon de l’Eau // Guang l’instructrice des disciples
- Michel Prud'homme : Sir Roderick Ponce von Beauderrière le Parfait Crétin // Cao Zeng
- Anne Rochant : Hui la Brave // Grand-mère Kwan // Madame Vo // Lina // Heng l’érudite // l’Archiviste
- Vincent Ropion : L’aubergiste de la Halte aux Pèlerins
- Michel Ruhl : Maître Sun Li alias Sun Li le Glorieux Stratège // Rijin le paysan // Zin Bu
- Susan Sindberg : Wu Fleur de Lotus (protagoniste féminin) // l’élève Lin // Sing Wa // Fuyao // Lan la couturière // Yanwan // Bin // la Grande Inquisitrice Jia // Ren Feng // Teng l’assistante // Rong la convoyeuse d’esclave
- Gérard Surugue : Montagne Souriante // Gujin le maître d’armes // Six Cieux l’érudit // Lance Agile // Gi le technicien
- Serge Thiriet : Le Petit Gao // le novice Shen // Kongyu l’érudit // Phong // Cho la Chance // Maître Gang // voix complémentaires
- Bernard Tiphaine : le capitaine de la garde impériale // Gu l’érudit // Zhang // Le préfet Jitong
- Alexis Tomassian : L’assassin du Lotus aux Deux-Fleuves // Chui le marchand
- Antoine Tomé : Monsieur Teh // Chumin // Bai l’Alpagueur // Sung Bo // Kai Lan le Serpent // le fantôme de Ren Ming